# Универсална газова константа
Универсалната газова константа ({\displaystyle R}) е физична константа, чиято стойност е равна на:
{\displaystyle \,R=8{,}314462\ \mathrm {J\ mol^{-1}\ K^{-1}} }
Тази стойност описва колко работа ще извършат група от 602 секстилиона броя атоми от идеален газ. Или, казано по друг начин колко енергия е необходима за да се повиши температурата с един градус К, на един мол атоми (6,02.1023 броя атоми) от идеален газ, ако този газ се намира при изобарно (постоянно) налягане и изохорно (постоянен обем) състояние. (вж. закон на Клапейрон-Менделеев).
Универсалната газова константа може да се намери, като вземем константата на Болцман {\displaystyle k_{B}}, която ни показва колко работа която извършва една частица/атом (работата на един атом) и я умножим по броят атоми които са в мол вещество - 602 секстилиона броя атома, или 6,02.1023 - така нареченото число на Авогадро – {\displaystyle N_{A}})
{\displaystyle \,R=k_{B}\cdot N_{A}},

## Как е намерена стойността наR?
Стойността на универсалната газова константа (R) е първоначално определена емпирично (чрез опити), като коефициент на пропорционалност в уравнението на състоянието на идеалния газ. Константата се нарича универсална, понеже е една и съща за всички идеални газове.